# Yacob Mulugetta
Yacob Mulugetta (* November 1964) ist ein äthiopischer Klimawissenschaftler.

## Leben und Wirken
Mulugetta wuchs in Äthiopien in Afrika auf. Die soziale Ungerechtigkeit, die Umwelt- und Sicherheitsprobleme in seiner Heimat führten dazu, dass er an westlichen Universitäten im Bereich Umwelttechnik, Klimawandel und Entwicklung studierte, um seine wissenschaftliche Ausbildung zur Verbesserung des Umweltschutzes und zur Lösung der sozialen Probleme zu nutzen. Er selbst schrieb:

“The turbulent years of revolution and conflict during the 1970s left a lasting impression on me: of how individuals and institutions can work against the interests of people they claim to represent”

„Die turbulenten Jahre der Revolution und des Konflikts in den 1970er Jahren haben bei mir einen bleibenden Eindruck hinterlassen: wie Einzelpersonen und Institutionen gegen die Interessen der Menschen arbeiten, die sie vorgeben zu vertreten“

Er kam zunächst nach Italien und studierte anschließend Geologie am Earlham College in Richmond, Indiana,  einer kleinen privaten Hochschule für Geisteswissenschaften in den Vereinigten Staaten, die von den Quäkern gegründet werde. Der Lehrplan sah vor, dass die Studierenden eine Vielzahl von Kursen außerhalb ihres Fachgebiets belegen konnten, um so umfassende Kenntnisse zu erwerben und sich kritisch mit der Gesellschaft und allgemeinen Themen auseinandersetzen zu können. Er ergänzte dort die naturwissenschaftliche Ausbildung durch ein Studium der Entwicklungs- und Sozialwissenschaften. Dieser Ansatz halt ihm die Gefahren zu verstehen, die durch den Missbrauch von Wissenschaft und Technologie zur Durchsetzung bestimmter Interessen verbunden sind. Nachdem Abschluss des Geologiestudiums Ende der 1980er Jahre, lebte Mulugetta für sieben Monate in New York City, um seine weitere Ausbildung zu planen. Dort engagierte er sich ehrenamtlich in unterschiedlichen Anti-Apartheid-Organisationen und interessierte sich für die zentrale Rolle, die sie Energieversorgung bei der Unterstützung sozialer und wirtschaftlicher Ziele spielt. Er übersiedelte nach Großbritannien und begann ein Masterstudium zum Thema Energietechnologie für Entwicklungsländer an der University of Salford. Da nach dem Abschluss dort eine Rückkehr nach Äthiopien, aufgrund der dort instabilen politischen Lage keine attraktive Option war, folgte er dem Rat seines ehemaligen Professors Ronald Moss sein Studium fortzusetzen und einen Doktortitel zu erwerben. Mit der Unterstützung der Zeitungsverlegers David Astor, der für den The Avenue Charitable Trust arbeitete, gelang es ihm eine finanzielle Unterstützung seine Doktorarbeit durch diesen Verein zu erhalten. Diese Arbeit zum Thema „Solar- und Windressourcen für die ländliche Entwicklung in Äthiopien“ führte er an der University of Leeds aus. Anschließend betätigte er sich an der „School of the Built Environment“ der University of Central England (UCE) in der Forschung. Zwei Jahre später erhielt er eine akademische Stelle am „Center for Environmental Strategy“ (CES) der University of Surrey.
Mulugetta ist Professor für Energie- und Entwicklungspolitik am University College London und arbeitete am „Centre for Environmental Strategy“ der University of Surrey. Von 2010 bis 2013 war er  als „Senior Climate & Energy Specialist“ für die UN-Wirtschaftskommission für Afrika (UNECA) in Addis Abeba tätig und war Gründungsmitglied des Afrikanischen Zentrums für Klimapolitik (englisch African Climate Policy Centre, ACPC). Seine Forschung, Lehre und Beratung befasst sich mit den Zusammenhängen zwischen der Bereitstellung von Energieinfrastruktur und dem Wohlergehen der Menschen. Dabei konzentriert er sich insbesondere auf drei Bereiche: Energiesystementwicklung, Energiesysteme und Klimawandel sowie politische Ökonomie der kohlenstoffarmen Entwicklung. Er verfasste hierzu mehrere Berichte für das Intergovernmental Panel on Climate Change (IPCC) und verfasste als Hauptautor den Sonderbericht zur globalen Erwärmung von 1,5 °C. Mulugetta ist Fellow der African Academy of Sciences (AAS).

## Veröffentlichungen (Auswahl)
- mit Harish Kumar Jeswani, Walter Wehrmeyer: How warm is the corporate response to climate change? Evidence from Pakistan and the UK. In: Business Strategy and the Environment. Band 17, Nr. 1, 2008, S. 46–60, doi:10.1002/bse.569.
- Human capacity and institutional development towards a sustainable energy future in Ethiopia. In: Renewable and Sustainable Energy Reviews 12, Nr. 5, S. 1435–1450.
- mit Tim Jackson, Dan van der Horst: Carbon reduction at community scale. In: Energy Policy. Band 38, Nr. 12, 2010, S. 7541–7545.
- mit Vanesa Castán Broto, Lucy Stevens, Emmanuel Ackom, Julia Tomei, Priti Parikh, Iwona Bisaga, Long Seng To, Joshua Kirshner: A research agenda for a people-centred approach to energy access in the urbanizing global south. In: Nature Energy. Band 2, Nr. 10, 2017, S. 776, doi:10.1038/s41560-017-0007-x.
- Hauptverfasser des Kapitels über Energiesysteme im Fünften Sachstandsbericht des IPCC 2014 (ipcc.ch).
- mit E. Lisa, F. Schipper, Navroz K. Dubash: Climate change research and the search for solutions: rethinking interdisciplinarity. In: Climatic Change. Band 168, Nr. 3, 18. Oktober 2021, Artikel Nr. 18, ISSN 1573-1480, doi:10.1007/s10584-021-03237-3, PMID 34690385.